# Fänstjärnsskogen
Fänstjärnsskogen är ett naturreservat i Torsby kommun i Värmlands län.
Området är naturskyddat sedan 1980 och är 93 hektar stort. Reservatet omfattar myrmarker, främst i norr, och skog. Reservatet består i sydväst av granskog och sumpskog av gran, och i nordost av tallhed bland myrar. 